# Comuna Boroaia, Suceava
Boroaia este o comună în județul Suceava, Moldova, România, formată din satele Bărăști, Boroaia (reședința), Giulești, Moișa și Săcuța.
Până la reforma administrativă din 1950 a făcut parte din județul Baia.

## Obiective turistice
- Biserica de lemn din Boroaia - monument istoric din anul 1808; se află în cimitirul satului
- Biserica Sfinților Părinți din Boroaia - ctitorie a arhimandritului Ilarion Argatu și locul unde acesta este înmormântat.

## Descrierea stemei
Stema comunei Boroaia se compune dintr-un scut tăiat. În partea superioară, pe fond albastru, un cerb alergând spre dreapta, de aur. În partea inferioară, pe argint, trei movile negre, având în vârf câte un brad verde. Scutul este timbrat cu o coroană murală cu un turn de argint.
Semnificațiile elementelor însumate:
Propunerea de stemă a comunei Boroaia asigură concordanța elementelor acesteia cu specificul economic, social, cultural și tradiția istorică ale comunei, respectând tradiția heraldică a acestei zone și legile științei heraldicii.
Coroana murală cu un turn de argint semnifică faptul că așezarea este comună.

## Demografie
Componența etnică a comunei Boroaia
     Români (94,2%)
     Alte etnii (0,09%)
     Necunoscută (5,7%)
Componența confesională a comunei Boroaia
     Ortodocși (89,12%)
     Creștini de rit vechi (3,15%)
     Alte religii (1,78%)
     Necunoscută (5,95%)
Conform recensământului efectuat în 2021, populația comunei Boroaia se ridică la 4.383 de locuitori, în scădere față de recensământul anterior din 2011, când fuseseră înregistrați 4.589 de locuitori. Majoritatea locuitorilor sunt români (94,2%), iar pentru 5,7% nu se cunoaște apartenența etnică. Din punct de vedere confesional, majoritatea locuitorilor sunt ortodocși (89,12%), cu minorități de creștini de rit vechi (3,15%) și altele (1,28%), iar pentru 5,95% nu se cunoaște apartenența confesională.

## Politică și administrație
Comuna Boroaia este administrată de un primar și un consiliu local compus din 13 consilieri. Primarul, Vasile Berariu[*], de la Partidul Social Democrat, este în funcție din 2004. Începând cu alegerile locale din 2024, consiliul local are următoarea componență pe partide politice:
|  | Partid                          | Consilieri | Componența Consiliului | Componența Consiliului | Componența Consiliului | Componența Consiliului | Componența Consiliului | Componența Consiliului | Componența Consiliului | Componența Consiliului | Componența Consiliului | Componența Consiliului |
|  | ------------------------------- | ---------- | ---------------------- | ---------------------- | ---------------------- | ---------------------- | ---------------------- | ---------------------- | ---------------------- | ---------------------- | ---------------------- | ---------------------- |
|  | Partidul Social Democrat        | 10         |                        |                        |                        |                        |                        |                        |                        |                        |                        |                        |
|  | Alianța pentru Unirea Românilor | 2          |                        |                        |                        |                        |                        |                        |                        |                        |                        |                        |
|  | Uniunea Salvați România         | 1          |                        |                        |                        |                        |                        |                        |                        |                        |                        |                        |

## Personalități
- Paul Miron (n. 13 iunie 1926 - d. 17 aprilie 2008, Freiburg, Germania) a fost un lingvist și filolog român, cadru didactic la Universitatea Freiburg, primul profesor universitar de limbă și literatură română din Germania Federală.
- Mircea A. Diaconu (n. 2 octombrie 1963, Boroaia, Suceava) este un critic literar, eseist, filolog, profesor universitar român, membru al Uniunea Scriitorilor din România și decan al Facultății de Litere a Universității Sucevene.
- Elena Ștefoi (n. 19 iulie 1954) este o poetă, publicistă și diplomată din România;
- Marian Moșneagu (n. 1961), specialist în istorie navală;
- Ana Maria Șomoi (n. 1979), handbalistă.